# Lilienthal (Osterholzi járás)
Lilienthal község Németországban, Alsó-Szászországban, az Osterholzi járásban. Lakosainak száma 20 293 fő (2023. december 31.).

## Testvértelepülések
- Bielsko-Biała
- Émerainville